# Dieter Meier

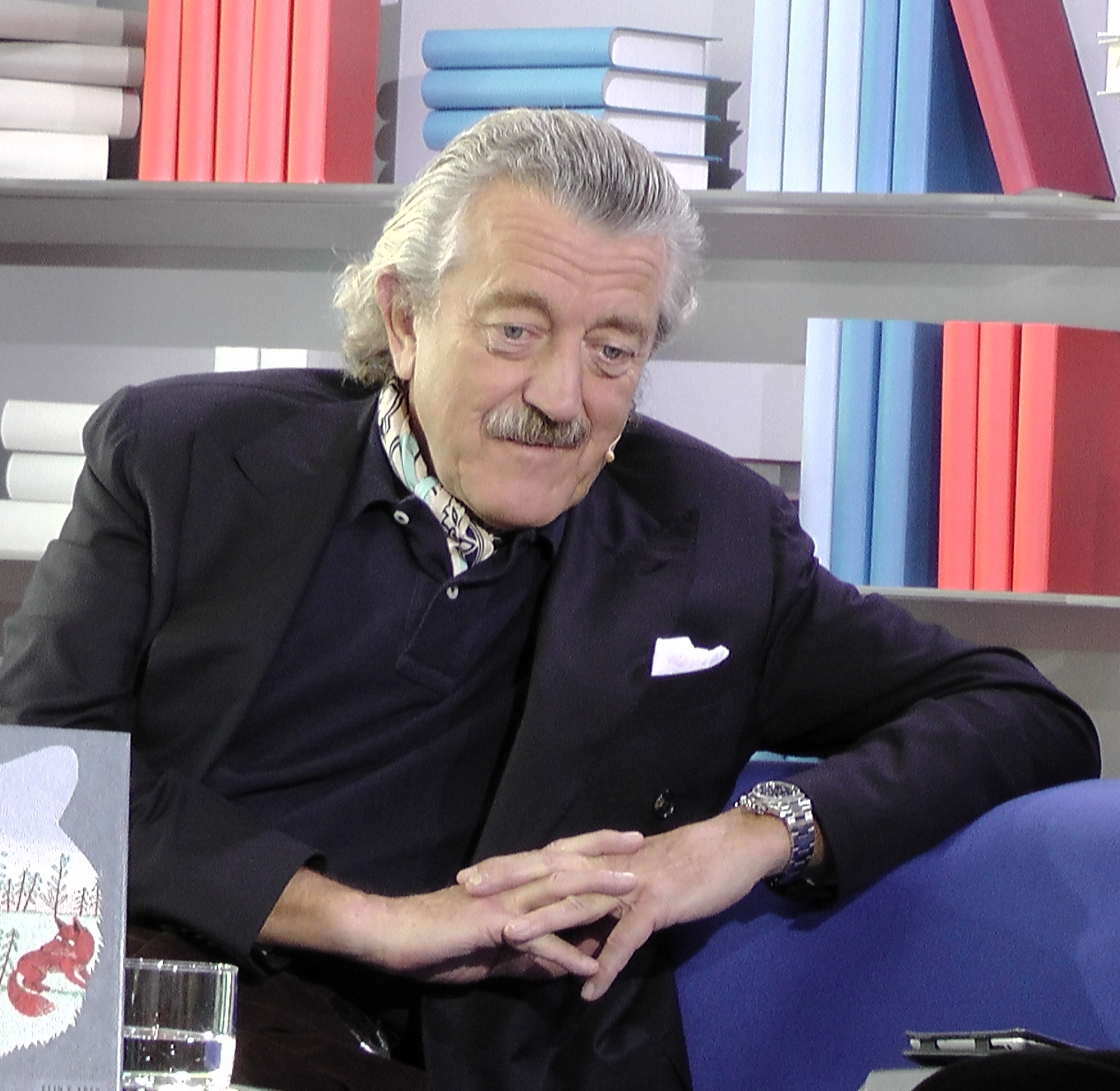
Dieter Meier (Oktober 2011)

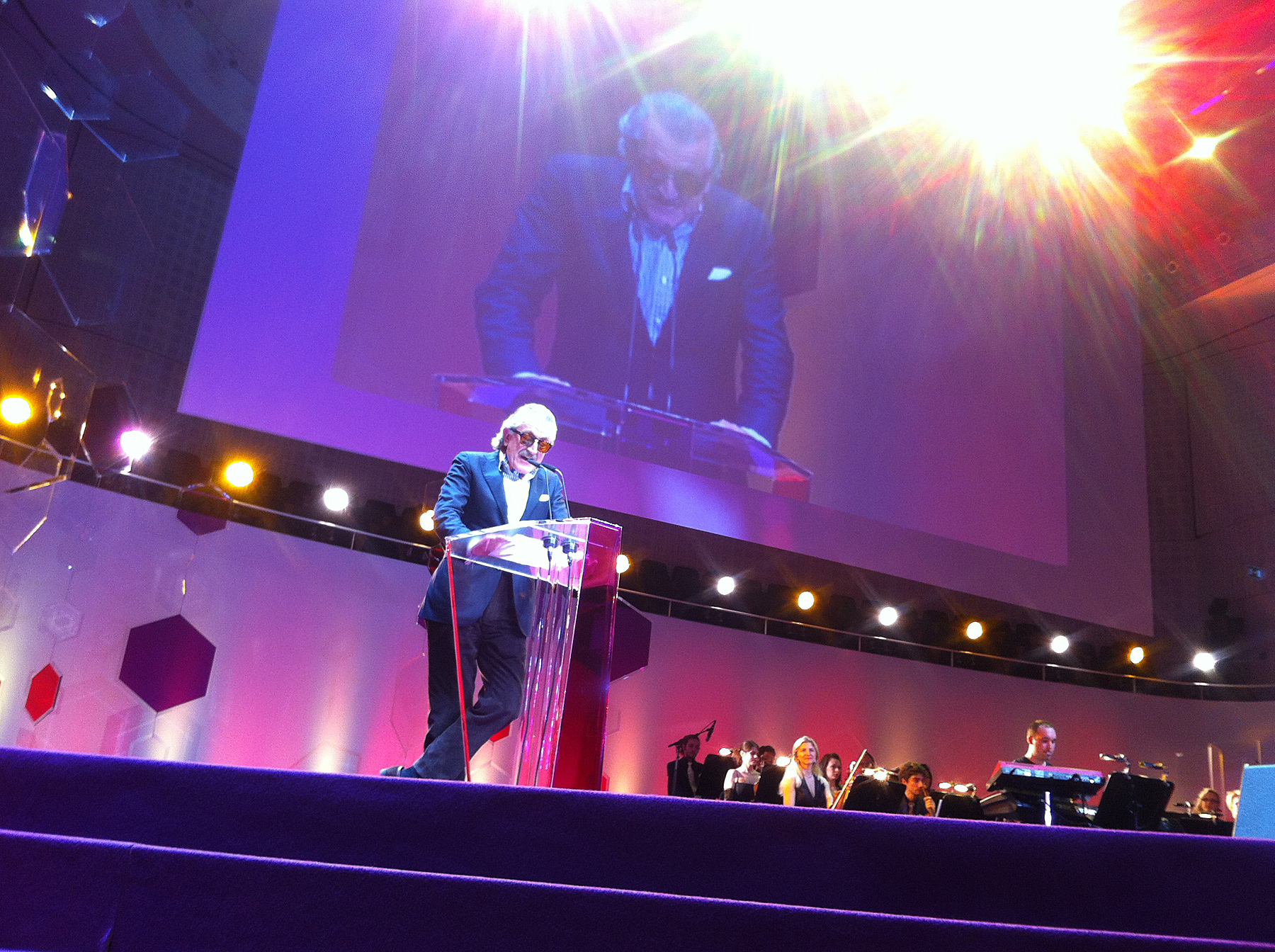
Dieter Meier an der Verleihung des Schweizer Filmpreises 2012

Dieter Meier (* 4. März 1945 in Zürich) ist ein Schweizer Konzeptkünstler, Musiker und Unternehmer, der vor allem als Sänger des Elektropop-Duos Yello international bekannt wurde.

## Leben
Dieter Meier begann ein Jurastudium, brach es aber ab. Anschliessend arbeitete er in einer Bank und danach als Berufspokerspieler. Sein Vater – aus ärmlichen Verhältnissen stammend – war als Privatbankier ein erfolgreicher Unternehmer.
Ende der 1960er und Anfang der 1970er Jahre machte Meier, der sich selbst als Individual-Anarchisten bezeichnet, durch aussergewöhnliche Aktionen auf sich aufmerksam: Beispielsweise inszenierte er im Jahr 1968 am Haupteingang des Zürcher Warenhauses Magazine zum Globus ein Strassentheater, und 1971 gab er in New York City jedem Passanten eine Quittung über einen US-Dollar, der zu ihm die Worte «Yes» oder «No» sagte.
1972 liess Meier als Beitrag zum Concept-Art-Programm der documenta 5 am Kasseler Hauptbahnhof eine Metalltafel mit folgender Aufschrift einbetonieren: «Am 23. März 1994 von 15.00 – 16.00 Uhr wird Dieter Meier auf dieser Platte stehen.» Dieses verwirklichte er dann auch. Noch am selben Tag wurde die Tafel entfernt. Dazu erzählte er in der NDR Talk Show im April 2014: «Zeit und Endlichkeit, das beschäftigt mich in ganz vielen Aspekten. Das war ein wirklich berührendes Ereignis, 22 Jahre später dort zu stehen, was ja eine Anmaßung war […] Da kamen ganz viele Leute, zum Teil sogar angeflogen. Hunderte von Leuten standen da. Für die war diese Tafel, über die sie täglich zur Arbeit gingen, dass da irgendein Meier 22 Jahre später stehen wird, das war wie ein Memento mori […] Es war dieses unsinnige Datum einer höchst unwichtigen Tatsache […] Die Leute kamen, um das zu sehen, was ist das für ein Kerl. Ich hatte mir vorgenommen, eigentlich nichts zu reden, sondern einfach dazustehen. Ich habe mit Dutzenden Leuten geredet, die mir sogar ihr Flugticket hingehalten haben zum Unterschreiben.»
Ein weiteres Projekt von Meier heisst Le Rien En Or (Das Nichts in Gold). Abgesehen von einer Goldkugel hat er unter diesem Titel elf Alltagsgegenstände in der Innenstadt von Zürich vergoldet; dazu zählen beispielsweise Teile von Brückengeländern, Signaltafeln, Strassenpfosten und Dachrinnen. Durch diese Vergoldung sollen die Gegenstände mehr Beachtung erhalten. Die goldene Kugel La Boule d’Or Centenaire (Goldene Jahrhundertkugel) soll in den nächsten 100 Jahren an acht festgelegten Daten zwölf Meter auf einer Holzstrecke zurücklegen. Am 26. April 2008 geschah dies beispielsweise in Hamburg vor einem Spielkasino.
Dieter Meier ist seit 1974 in zweiter Ehe verheiratet, Vater von drei Töchtern und einem Sohn aus dieser Ehe sowie eines Sohns aus der ersten Ehe. Er hat fünf Wohnsitze: Zürich, Berlin, Los Angeles, Argentinien und Ibiza. Als seine Markenzeichen gelten sein Schnauzbart, Halstuch, Einstecktuch und seine Zigarre.

## Musik
Ende der 1970er Jahre traf Dieter Meier Boris Blank. Zusammen mit Carlos Perón bildeten sie die Band Yello. Meier ist Sänger und Texter bei Yello und zudem für die Produktion der Musikvideos zuständig. Einer der kommerziell erfolgreichsten Songs von Yello ist The Race. Er wurde 1988 bis 1990 als Titelmelodie der Musiksendung Formel Eins verwendet und später vom Fernsehsender Eurosport für Trailer.
Im Jahr 1988 startete Meier als Produzent, Regisseur und Schauspieler ein Filmprojekt mit der Musik von Yello. Der Film wurde im Jahr 2001 fertiggestellt und auf der Berlinale 2002 gezeigt. Eine überarbeitete Version wurde 2009 beim Zurich Film Festival gezeigt.
1996 kaufte Meier die ehemalige Villa des Stummfilmstars Antonio Moreno in Los Feliz, einem Stadtteil von Los Angeles. In dem dortigen Musikstudio arbeitet Meier zusammen mit Boris Blank an Filmmusik und Videos.
Im Frühjahr 2014 veröffentlichte Meier sein erstes Soloalbum (Titel Out of Chaos).
Am 26. Oktober 2016 gab Yello erstmals ein Konzert – es wurde mit einer elfköpfigen Band durchgeführt und fand in Berlin statt.

## Unternehmer und Investor

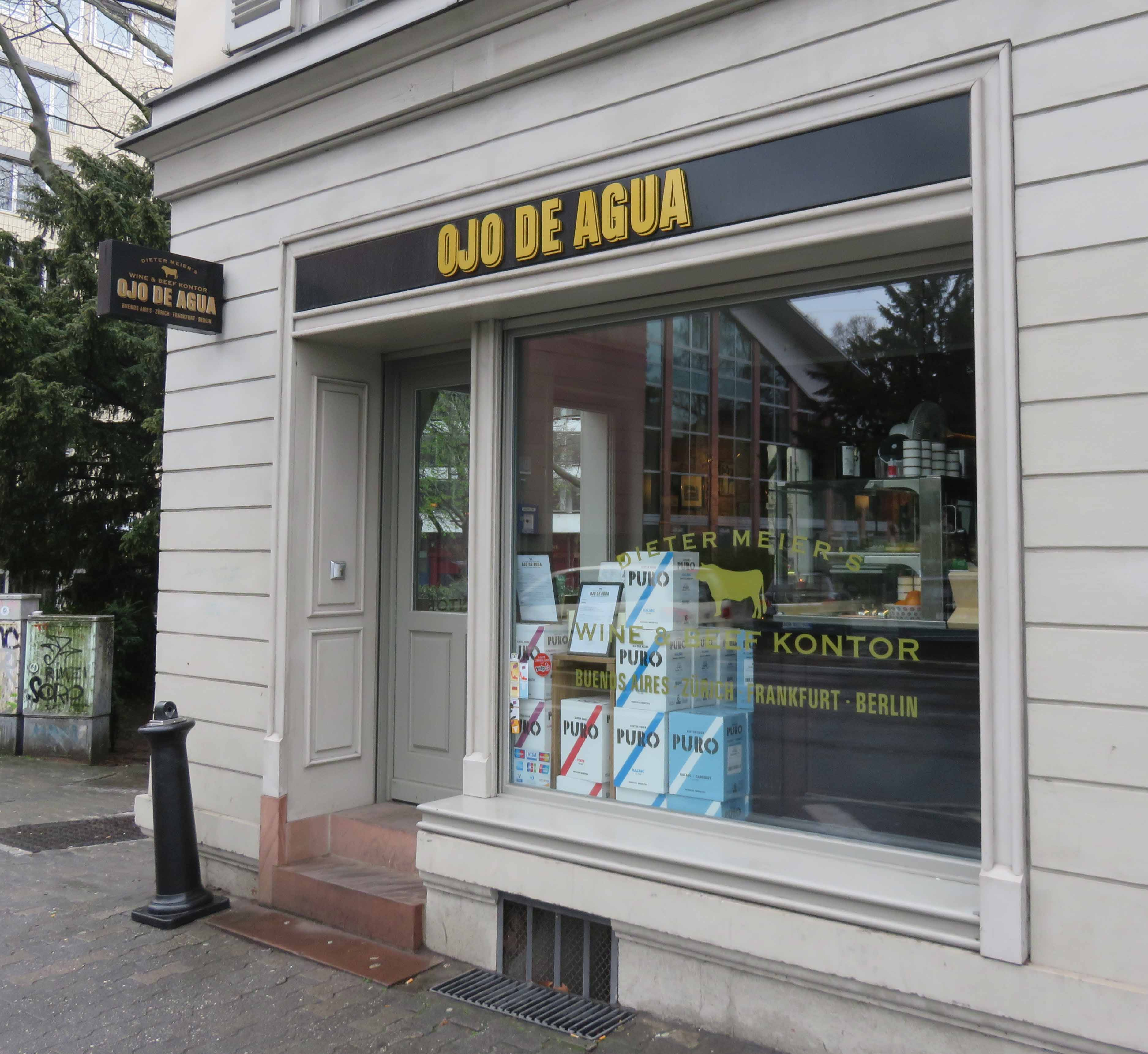
Argentinisches Restaurant von Inhaber Dieter Meier in Frankfurt am Main (2017)

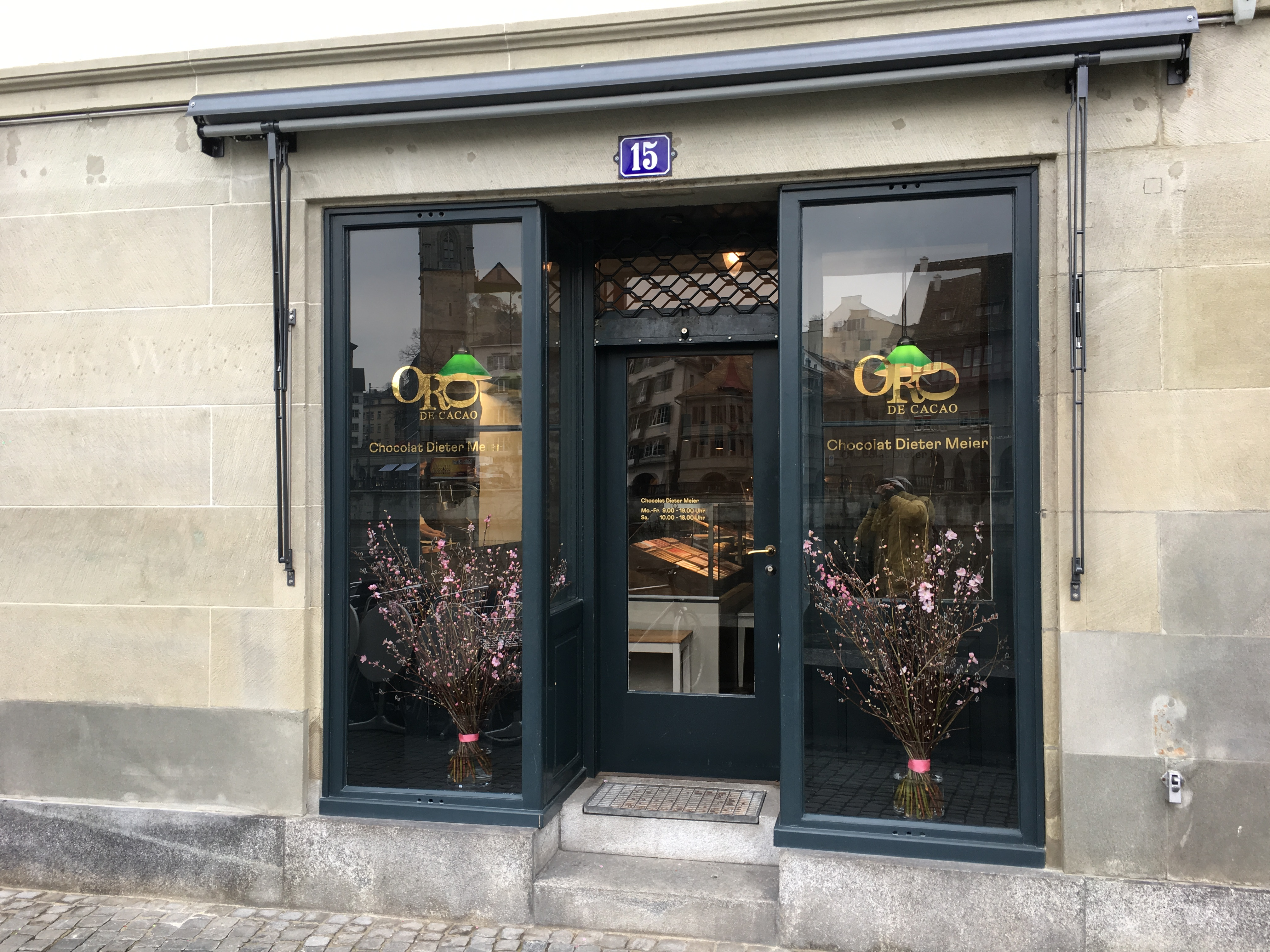
Schokoladen-Geschäft von Dieter Meier in Zürich: «Oro de Cacao» – Chocolat Dieter Meier

Als Unternehmer ist Dieter Meier an Euphonix beteiligt, einer zu AVID gehörenden Firma für digitale Mischpulte und DAW-Controller im Silicon Valley. Zudem lässt Meier Biogemüse und Rotwein anbauen, entwirft Uhren und züchtet Rinder.
1973 kam er auf die Idee, eine Biofarm in Argentinien zu betreiben, als er auf einer Reise die Möglichkeiten der dortigen Landwirtschaft erkannte. 1997 kaufte er sich vier Autostunden von Buenos Aires entfernt 2200 Hektar Land. Auf den in der Pampa Húmeda gelegenen Estancias Ojo de Agua und Algarrobo betreibt Meier auf einer Fläche von ca. 20'000 Hektar eine rund 10'000 Rinder umfassende Zucht der Rassen Hereford und Aberdeen Angus. Der Wein, den er im Weinbaugebiet Agrelo Alto in Mendoza anbauen lässt, ist Bio-zertifiziert. Sein Geschäft heisst Ojo de Agua (Wasserauge), in dem Meier Wein, Fleisch, Mais, Soja, Getreide und Gemüse anbietet. Inzwischen beschäftigt er 20 Mitarbeiter.
Im Herbst 2008 eröffnete Meier in Zürich das Restaurant Bärengasse, wo ebenfalls Produkte seiner Farm Ojo de Agua angeboten werden. Ende November 2013 wurde dann sein erstes Restaurant in Deutschland in Frankfurt am Main eröffnet, im März 2015 folgte in Berlin das Ojo de Agua Beef & WineKontor.
Am 7. April 2010 wurde aus von der Schweizer Börse SIX Swiss Exchange publizierten Meldungen bekannt, dass Meier über seine auf den Britischen Jungferninseln eingetragene Campdem Development SA mehrere Beteiligungen hält, wie beispielsweise 13,6 Prozent an der BVZ Holding und 13,99 Prozent an der Orell Füssli Holding. Damit ist er nach der Schweizerischen Nationalbank, die einen Anteil von 33 Prozent hält, zweitgrösster Einzelaktionär der Orell Füssli Holding. Die nach dem Schweizer Börsengesetz vorgeschriebene Meldepflicht trat laut der Schweizer Börse mehrere Jahre zuvor ein, jedenfalls vor dem 1. Januar 2009, und wurde von Dieter Meier nie erfüllt. Der Wert der beiden Beteiligungen betrug bei der Offenlegung 51,6 Millionen Schweizer Franken.
Seit einigen Jahren forscht seine Produktionsfirma «Oro de Cacao» an einem Kaltextraktionsverfahren für Kakao und produziert auch eine Schokolade mit seinem Namen.

## Diskografie

### Studioalben
- 2014: Out of Chaos
- 2016: Toy (Yello mit Boris Blank)

### Kompilationen
- 2008: Dieter Meier liest Hermes Baby

### Singles
- 1978: Cry for Fame
- 1978: Jim for Tango
- 1980: Solid pleasure
- 1987: Yello one second
- 2002: I Want You Back (X-Press 2 featuring Dieter Meier)
- 2002: Side by Side (Com&Com featuring Dieter Meier)
- 2009: Gimme (Headman featuring Dieter Meier)
- 2014: Paradise Game
- 2014: Buffoon
- 2016: Limbo (Yello mit Boris Blank)

## Filmografie
- 1976: Mädchen, die am Wege liegen – Darsteller
- 1981: Jetzt und alles – Darsteller, Musik, Regie, Drehbuch
- 1985/1986: Zoning – Darsteller
- 1986–1988: Dandy – Darsteller
- 1989: Leo Sonnyboy – Darsteller, Musik
- 1991/1992: Zwischensaison – Darsteller
- 2001: The Lightmaker – Darsteller, Regie, Produzent
- 2002: Lemmy – Mitwirkung, Produzent
- 2013: Finsterworld – Darsteller
- 2015: Solness – Darsteller (Knut)
- 2018: Santa Inocencia – Produzent
- 2019: Dieter Meier – Ein Zufall (Dokumentarfilm)

## Musikvideos
Neben den Musikvideos für Yello hat Meier auch Musikvideos für andere Künstler erstellt, unter anderem:
- 1982: Da Da Da ich lieb dich nicht du liebst mich nicht aha aha aha von Trio
- 1984: Big in Japan von Alphaville
- 1985: Ready for you von Trio
- 1990: Scandalo von Gianna Nannini

## Kinderbücher
- Oskar Tiger. Kein & Aber, Zürich 2011. ISBN 9783036952987. Eine Geschichte in Versen inkl. CD Dieter Meier singt und spricht Oskar Tiger.